# 札幌市立東月寒中学校
札幌市立東月寒中学校（さっぽろしりつ ひがしつきさむちゅうがっこう）は、北海道札幌市豊平区月寒東3条18丁目にある市立の中学校である。
校名は、開校当時、当地の地名が東月寒だったことによる。

## 沿革
- 1979年7月21日 - 校名を札幌市立東月寒中学校と制定。
- 1980年3月26日 - 札幌市立東白石中学校、札幌市立羊丘中学校から分割し開校。開校式執行。
- 1980年6月20日 - グラウンド完成。
- 1980年11月29日 - 校舎増築部分完成。
- 1981年4月8日 - 完全給食開始。
- 1981年9月7日 - プール完成。
- 1986年11月8日 - 校舎増築工事完成。
- 1989年 - 札幌市立あやめ野中学校開校に伴い、通学区の変更。
- 2016年3月 - 格技場完成。

## 部活動
- 野球部
- サッカー部
- 男子バスケットボール部
- 女子バスケットボール部
- 女子バレーボール部
- 男子ハンドボール部
- 女子ハンドボール部
- バドミントン部
- ソフトテニス部
- 美術部
- 吹奏楽部
- 陸上部

中体連のみ出場できる部活動
- 柔道部
- 剣道部
- 水泳部
- 卓球部
- 新体操部

## 著名な出身者
- 髙橋祐介 - 衆議院議員[1]
- 元木寛人 - 福岡放送アナウンサー